# Chorinaeus ryukyuensis
Chorinaeus ryukyuensis là một loài tò vò trong họ Ichneumonidae.